# Homeomastax surda
Homeomastax surda is een rechtvleugelig insect uit de familie Eumastacidae. De wetenschappelijke naam van deze soort is voor het eerst geldig gepubliceerd in 1899 door Burr.